# Szőlő termőhelyi kataszter

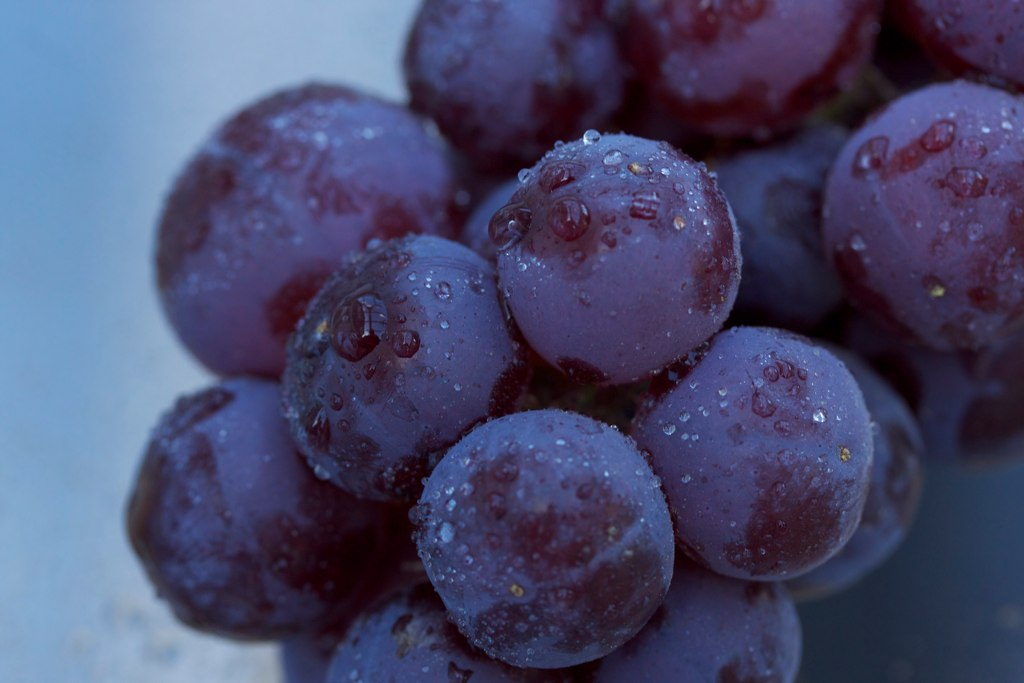
Szőlő termése

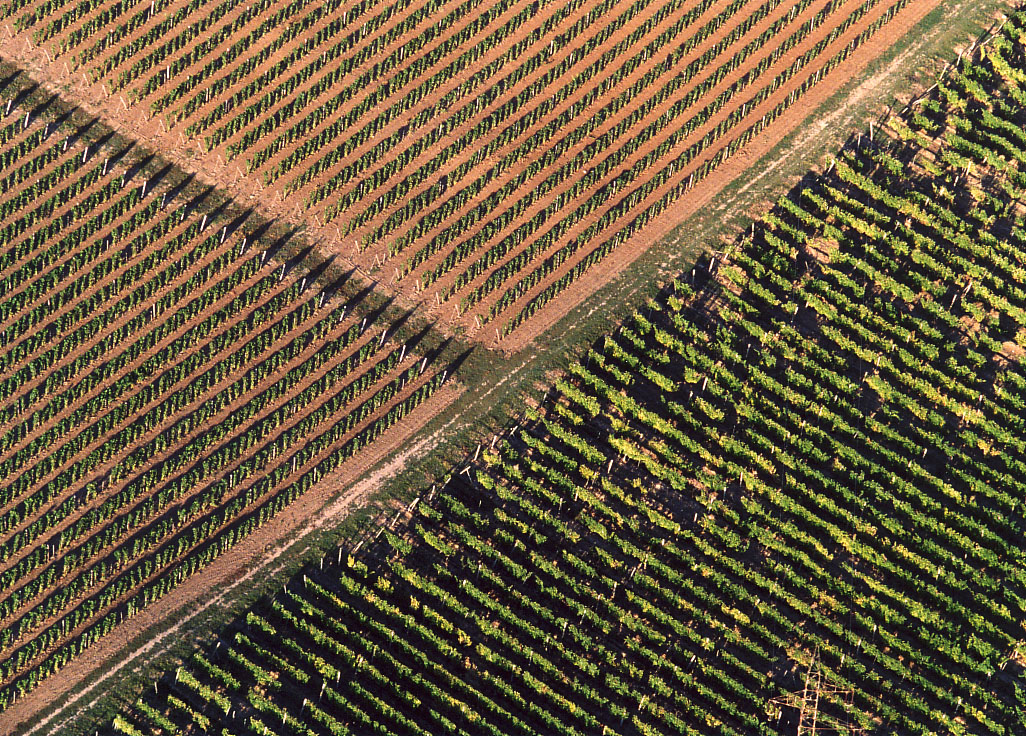
Gondozott tokaji szőlőterület

Magyarország borvidékei
1 Sopron (Soproni borvidék)
2 Nagy-Somló (Nagy-Somlói borvidék)
3 Zala (Zalai borvidék)
4 Balaton-felvidék (Balaton-felvidéki borvidék)
5 Badacsony (Badacsonyi borvidék)
6 Balatonfüred-Csopak (Balatonfüred-Csopaki borvidék)
7 Balatonboglár (Balatonboglári borvidék)
8 Pannonhalma (Pannonhalmi borvidék)
9 Mór (Móri borvidék)
10 Etyek-Buda (Etyek-Budai borvidék)
11 Neszmély (Neszmélyi borvidék)
12 Tolna (Tolnai borvidék)
13 Szekszárd (Szekszárdi borvidék)
14 Pécs (Pécsi borvidék)
15 Villány (Villányi borvidék)
16 Hajós-Baja (Hajós-Bajai borvidék)
17 Kunság (Kunsági borvidék)
18 Csongrád (Csongrádi borvidék)
19 Mátra (Mátrai borvidék)
20 Eger (Egri borvidék)
21 Bükk (Bükki borvidék)
22 Tokaj (Tokaji borvidék)

Magyarország borrégióinak listája a hozzájuk tartozó borvidékekkel.
A szőlő termőhelyi katasztere a magyar szőlő-bor ágazat nyilvántartási rendszere, amit jogszabályi háttér határoz meg. A 95/2004. (VI. 3.) FVM rendeletben (rendelet a szőlő termőhelyi kataszterének felvételezéséről, kiegészítéséről és módosításáról) részletesen szabályozzák a szőlő termőhelyi kataszterének minősítési rendjét. Ennek az eljárásrendnek a hátterében több évtizedre visszatekintő minősítési módszertan áll, melyet a Szőlészeti és Borászati Kutató Intézet dolgozott ki.

## Célja, alkalmazása
A szőlő termőhelyi kataszter célja a mezőgazdaságilag művelt területek minősítése és nyilvántartása a szőlőtermesztésre való ökológiai alkalmasság alapján (2007-ben mintegy 435 000 ha-on 9 000 felvételezési egység adatait tartalmazta). A kataszter a helyszíni felvételezések alapján 400 pontos termőhelyi értékelő rendszert alkalmaz az ökológiai jellemzők megadására. A tényezőcsoportok elemzése alapján megadható a terület minősítése és besorolása: I. osztály, szőlőtermesztésre kiváló adottságú; II.1. osztály, szőlőtermesztésre kedvező adottságú; II.2. osztály, szőlőtermesztésre alkalmas. A rendszer az adatokat számítógépes adatbázis formájában, illetve térképeken tárolja (alkalmas területek lehatárolása). A rendszer kapcsolódik a magyar szőlő-bor ágazat térinformatikai rendszeréhez (VinGIS), amely az adatokat és térképi információkat térinformatikai eszközök segítségével dolgozza fel és jeleníti meg.
A különleges minőséget és egyben magas piaci értéket képviselő hazai borok minőségbiztosításának egyik pillére az eredetvédelem, amely kiemelt értékű termőhelyek (jól lehatárolható  területi egységek), meghatározott fajták és eljárások jogszabályilag is rögzített elemeiből építkezik. Ezért alkalmas ez a rendszer az  eredetvédelmi döntések, szabályozások kialakítására, és a védett eredetű magas ár-érték kategóriába sorolt borok  származásának ellenőrzésére is, hiszen a legszűkebb területi korlátot alapvetően a termőhelyi alkalmassági besorolás, valamint a dűlőlehatárolás továbbá ezek kombinációi jelentik, mely adatok ez alapján könnyen kinyerhetők.
Alkalmazása azért is fontos, mert hiányosságnak tekinthető ezeken a területeken, hogy sok esetben a térbeli lehatárolásokat (melyek egyben minőségi és piaci pozíciót is hordoznak) eredményező döntések hiányos térbeli információk, vagy elavult adatbázisok; és eddig minden esetben elavultnak tekinthető technológia alapján születtek.

## Számításának alapjai
A termőhelyek minőségi osztályokba sorolását összetett pontrendszerre alapozott klaszteranalízis és komplex értékelés együttese határozza meg.

### A termőhely-minősítés alapját képező adatforrások
- Az érintett település külterületi földmérési alaptérképének átnézeti térképszelvényei (M=1:10 000);
- Az érintett település topográfiai térképszelvényei (M = 1:10 000);
- Az érintett település MTA Talajtani és Agrokémiai Kutatóintézete által készített termőhelyi adottságokat meghatározó talajtani tényezők térképeinek szelvényei (M=1:100 000);
- A termőhelyi kataszter vizsgálati és értékelési rendszere (tényezők értékpont- és kódlistája);
- Helyszíni felvételezési lap.

### Szőlőtermőhely minőséget meghatározó tényezők és megoszlásuk
- Agrometeorológia

- Téli fagykár gyakorisága - Maximális pontérték: 50 pont (Pontérték részaránya: 12%)
- Tavaszi, őszi fagy gyakorisága - Maximális pontérték: 45 pont (Pontérték részaránya: 11%)
- Talaj

- Talajtípus - Maximális pontérték: 40 pont (Pontérték részaránya: 10%)
- Talajképző kőzet - Maximális pontérték: 5 pont (Pontérték részaránya: 1%)
- Kémhatás és mészállapot - Maximális pontérték: 5 pont (Pontérték részaránya: 1%)
- Fizikai talajféleség - Maximális pontérték: 7 pont (Pontérték részaránya: 2%)
- Vízgazdálkodási tulajdonság - Maximális pontérték: 10 pont (Pontérték részaránya: 2%)
- Humuszkészlet - Maximális pontérték: 10 pont (Pontérték részaránya: 2%)
- Termőréteg vastagsága - Maximális pontérték: 10 pont (Pontérték részaránya: 2%)
- A terület egyöntetűsége a talajtípus szempontjából - Maximális pontérték: 5 pont (Pontérték részaránya: 1%)
- Vízgazdálkodás

- Terület vízgazdálkodása helyszínen értékelve - Maximális pontérték: 10 2%
- Erózió mértéke - Maximális pontérték: 10 pont (Pontérték részaránya: 2%)
- Terepviszonyok

- Lejtésszög és égtáji kitettség - Maximális pontérték: 90 pont (Pontérték részaránya: 22%)
- Tengerszint feletti magasság domb- és hegyvidéken - Maximális pontérték: 45 pont (Pontérték részaránya: 11%)
- Kiemelkedés a környezetből alföldön és síkvidéken - Maximális pontérték: 45 pont (Pontérték részaránya: 11%)
- Domborzat, terepfelszín domb- és hegyvidéken - Maximális pontérték: 30 pont (Pontérték részaránya: 7%)
- Domborzat, terepfelszín alföldön és síkvidéken - Maximális pontérték: 20 pont (Pontérték részaránya: 5%)
- Környezet erdő közelsége - Maximális pontérték: 10 pont (Pontérték részaránya: 2%)
- Beépítettség - Maximális pontérték: 7 pont (Pontérték részaránya: 2%)
- Területhasznosítás - Maximális pontérték: 10 pont (Pontérték részaránya: 2%)
- Útviszonyok - Maximális pontérték: 8 pont (Pontérték részaránya: 2%)

A maximálisan elérhető minőségi pontérték  407 pont (Pontérték részaránya: 100%)
Kitűnik, hogy a termőhelyi alkalmasságot leginkább meghatározó tényezőnek a terepviszonyok, azon belül pedig a lejtésszög és égtáji kitettség tekinthetők. Az értékmutatók mindegyike térben jól ábrázolható, tematikus téradat-rétegekbe szervezhető. Így a VINGIS adatbázisrendszerének a termőhely-értékelésben felhasznált többi téradattal történő kiegészítése egzakt, gyors elemzéseket tesz lehetővé a lehető legjobb pontosságú termőhely lehatárolásra, illetve termőhelyi érték megállapítására. Ezeken kívül ugyancsak alkalmas a termőhelyi ökotópba jelenleg be nem sorolt aktív szőlőterületek termőhelyi értékeinek vizsgálatára, az eredmények függvényében az ökotóp határok módosítására.

### A szőlő termőhelyi kataszterének minősítő cluster-elemei és minősítési jellemzői
A helyszíni szemle adatlapon rögzített adatait számítógépes rendszeren dolgozzák fel, ami a tényezők súlyozott átlagai alapján clustereket képez, és ennek segítségével a terület osztályba sorolása megadható. A besorolás 
véglegesítése a clusteranalízis és a helyszínelő komplex értékelése szerint történik. A 190 értékpontot el nem érő területek szőlőtermesztésre alkalmatlanok, a szőlő termőhelyi kataszterében nem rögzíthetők. Nem rögzíthető továbbá az építési területbe tartozó vagy építési területnek kijelölt földterület sem.
| I. osztály: szőlőtermesztésre kiváló adottságú 5. fő-cluster - Nagyon jó fekvésű, jó talajú, nagyon jó termésbiztonságú területek 4. fő-cluster - Nagyon jó fekvésű, jó talajú, nagy termésbiztonságú területek 3. fő-cluster - Jó fekvésű, jó talajú, nagy termésbiztonságú területek |

| II.1. osztály: szőlőtermesztésre kedvező adottságú 2. fő-cluster - Közepes fekvésű, jó talajú, változóan termésbiztos területek 1. fő-cluster: 1/5. al-cluster - Jó fekvésű, jó talajú, gyenge termésbiztonságú területek 1/4. al-cluster - Közepes fekvésű, jó talajú, gyenge termésbiztonságú területek 1/3. al-cluster - Közepes fekvésű, közepes talajú, jó termésbiztonságú területek |

| II.2. osztály: szőlőtermesztésre alkalmas 1/2. al-cluster - Gyenge fekvésű, közepes talajú, gyenge termésbiztonságú területek |

| Szőlőtermesztésre alkalmatlan 1/1. al-cluster - Gyenge fekvésű, gyenge talajú, gyenge termésbiztonságú területek |

## Előzményei és a terület fejlődése↓
A termőföld minőségének értékben való kifejezésére alkalmas módszerek kifejlesztésével évszázadok óta foglalkoznak. Ilyen célú kutatások különösen mezőgazdasági területekre vonatkoznak. Különböző országokban más-más mutatókkal, de hasonló céllal megkísérelték kifejezni a föld értékét. Ennek eredményeként a hazai és nemzetközi gyakorlatban a földértékelésre több módszert és elnevezést fejlesztettek ki. A magyar irodalomban a „természetföldrajzi tájértékelés”, „agroökológiai felmérés”, „termőhely-értékelés” és a „földrajzi környezet minősítés” elnevezéseket használják. Az ENSZ Mezőgazdasági és Élelmezési Szervezete által kibocsátott irányelvek (FAO 1976) hatására nemzetközi viszonylatban a „földértékelés” (land evaluation) terjedt el a leginkább. Jelenleg azonban nincs egységes termőföld-értékelési módszertan és erre alapozott összehangolt alkalmazás.
A föld értékének meghatározása két részből tevődik össze: a földminősítésből (ökológiai értékelés) és a föld gazdasági (pénzbeli) értékeléséből. A földminősítés során a talaj termőképességét, valamint a földterület növénytermesztésre való ökológiai alkalmasságát vizsgálják, amit a talajok természetes földminősége fejez ki. Ez történhet az aranykorona-érték figyelembevételével vagy a talajmintavételt követő laboratóriumi vizsgálatok eredményei alapján. Az ökológiai értékelés során a talajokat minőségi osztályokba sorolják. A besorolás célja:
- az egyes földterületek termőképességének elhatárolása,
- támpontot nyújtani a földadó alapját képező kataszter kidolgozásához,
- a mezőgazdasági termelés és térségi fejlesztések ökológiai feltételeinek a feltárása.
A földértékelésben a földminőségi adatságok mellett ökonómiai szempontok is fontos szerepet játszanak. Az első földadó kataszter (nyilvántartás) kidolgozását – ideiglenes jelleggel – 1850-ben kezdték el. Az első talajtérképezésen alapuló mezőgazdasági célú országos környezetminősítést az 1960-as években végezték. A terület növénytermesztésre való alkalmasságát a talajadottságok, a fekvés és az éghajlat szempontjából vizsgálták.
Az elavult kataszteri földértékelés javítására irányuló első kísérletnek 1980-ban az ún. mintateres-genetikus módszer tekinthető. A módszer lényege abból állt, hogy a korszerű genetikus talaj felvételezési metodikát a régi, becslőjárásokra, mintaterekre, művelési ágakra, (minőségi osztályokra) alkalmazták. A munka során egyértelművé vált, hogy a korábban kijelölt, ritkán elhelyezkedő (községi, járási) mintaterek vizsgálata alapján a talajminősítést nem lehetett elvégezni. A kutatás eredményeit azonban beépítették a „termőhelyi értékszám” rendszerbe. Ez, a talajtérképezésen alapuló rendszer a talaj termékenységének minősítésére 1-től 100-ig terjedő értéket használja. A termőhelyi értékszám a talaj értéken kívül az éghajlati, domborzati és vízviszonyokat is figyelembe veszi.
A nagyméretarányú talajtérképekre alapozott (új) földminősítés. A korszerű földminősítéshez felhasználható nagyméretarányú (1:10 000) talajtérképek azonos méretű szelvényhatáros rendszerben, vagyis az Egységes Országos Térképrendszer (EOTR) alapján készültek. A talajtérképezés során a talajtípusok, illetve altípusok lényeges tulajdonságainak, alaptermékenységének megállapítása a talajszelvény feltárása és vizsgálata alapján történt. A felmérés fontos szempontja, hogy ezek az adatok felhasználhatók legyenek a termőfölddel kapcsolatos alapvető feladatok (földminősítés, melioráció, földvédelem, földrendezés, talajkészlet-gazdálkodás) ellátásához.
Napjainkban olyan földértékelési rendszerek fejlesztése várható, amelyekben a digitális technikák alkalmazásával olyan rendszer építhető, mely képes valós idejű online számításokat végezni egy komplex indikátorérték felállítására. Példaként megemlíthető a D-e-Meter projekt, amely egy földminősítési rendszer és a mezőgazdasági adatszolgáltatás internet-alapú integrált fejlesztését tűzte ki célul. Vagyis egy olyan térinformatikai rendszer kidolgozása volt a cél, amely lehetővé teszi a földminőség térképi megjelenítését, a szántóföldi földhasználattal kapcsolatos adatszolgáltatási kötelezettségek teljesítésének támogatását, valamint az ágazati irányítással való közvetlen kommunikáció biztosítását